# Helmut Domke (Politiker)
Helmut Domke (* 11. Juni 1943 in Schönau, Landkreis Schlochau; † 16. Mai 2021) war ein deutscher Astrophysiker und Politiker. Er war nach der Wende parteiloser Staatssekretär im Ministerium für Auswärtige Angelegenheiten der DDR der Regierung de Maizière. 

## Leben

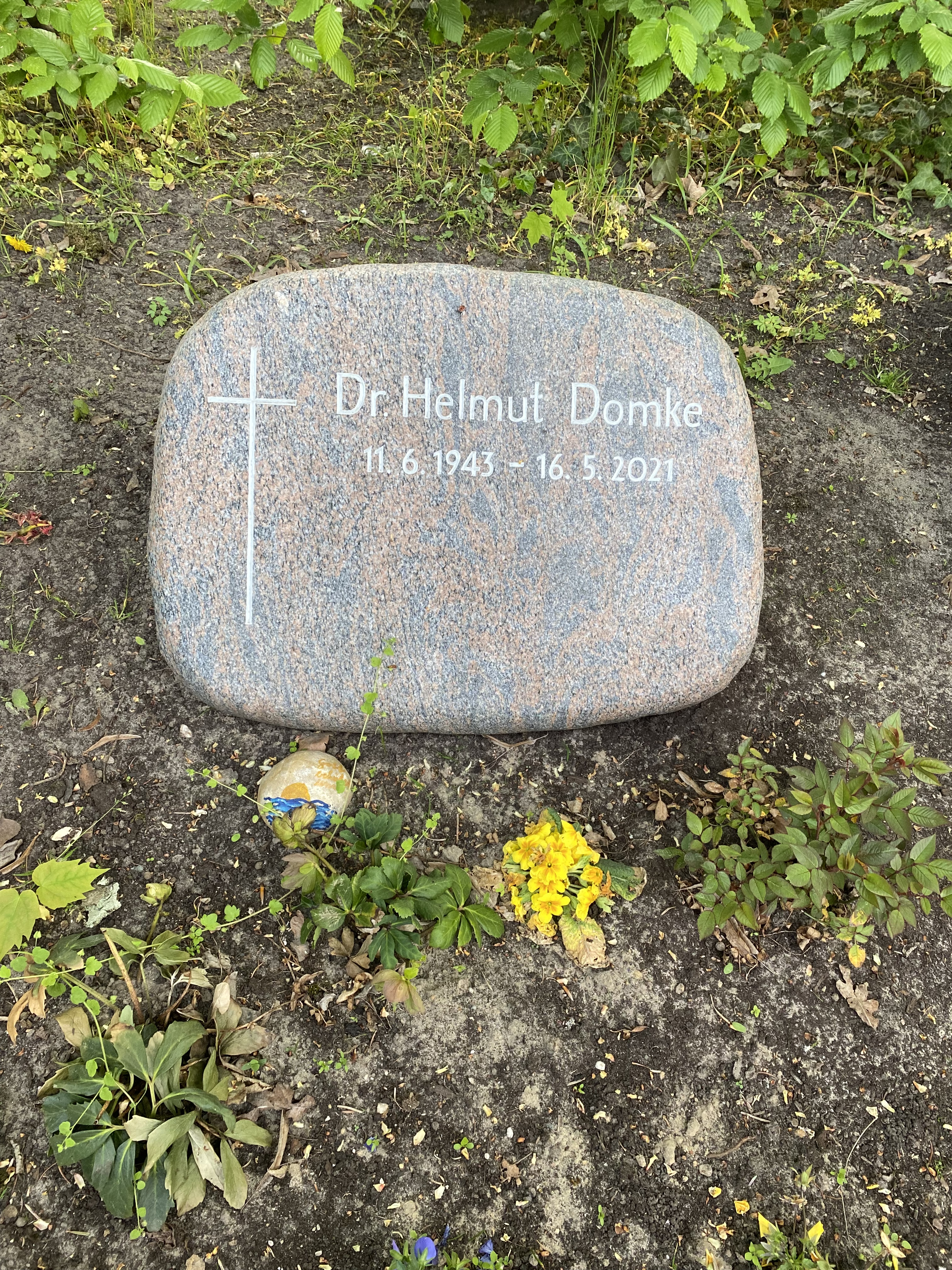
Grabstätte (Feld 001-255)

Helmut Domke wurde 1943 im heute polnischen Schönau in Westpreußen geboren und musste während des Zweiten Weltkrieges flüchten. Sein Abitur legt er 1961 an der Oberschule Bad Wilsnack ab. Anschließend studierte er Physik an der Universität Rostock und schloss 1966 erfolgreich ab. Von 1966 bis 1990 arbeitete Domke als wissenschaftlicher Mitarbeiter am Astrophysikalischen Observatorium Potsdam der Akademie der Wissenschaften. Im Jahre 1967 absolviert er ein einjähriges Postgraduiertenstudium am Astronomischen Observatorium der Universität Leningrad (heute St. Petersburg). Im Jahr 1972 wurde Domke an der Mechanisch-Mathematischen Fakultät der Universität Leningrad promoviert und habilitierte 1982 an der Akademie der Wissenschaften.
Früh engagierte sich Helmut Domke in der Synode der Evangelischen Kirchen in der DDR. Zwischen 1978 und 1990 war er synodales Mitglied der Konferenz der Evangelischen Kirchenleitungen in der DDR. Nach der Volkskammerwahl am 18. März 1990 wurde Domke von Ministerpräsident Lothar de Maizière zum Staatssekretär im Ministerium für Auswärtige Angelegenheiten ernannt. Nach der deutschen Einheit war er von 1990 bis 1994 Bevollmächtigter des brandenburgischen Ministerpräsidenten Manfred Stolpe für Fragen des Abzugs der sowjetischen bzw. russischen Streitkräfte und für Konversion.
Seit ihrer Gründung 1994 engagierte sich Domke in der Stiftung West-Östliche Begegnungen und war zwischen 2004 und 2017 deren Vorsitzender. Bis zu seinem Tod war er Ehrenvorsitzender der Stiftung. Er engagierte sich auch in der Vereinigten Aktion für Rumänien e. V. sowie im Verein KONTAKTE-KOHTAKTbI.
Helmut Domke wurde auf dem Berliner Friedhof Zehlendorf beigesetzt.